# Ernst Eisemann
Ernst Eisemann (ur. 1864, zm. 1941) – niemiecki wynalazca i przemysłowiec.
W roku 1890 w Stuttgarcie uruchomił spółkę Ernst Eisemann Werke AG o profilu technicznym. Fascynacje badaniem zjawisk akustycznych oraz zachowaniem pól elektromagnetycznych zaowocowały opracowaniem i zbudowaniem pierwszego na świecie gramofonu. Istotnym sukcesem w jego karierze była w 1896 roku wygrana sprawa sądowa w sporze z Thomasem A. Edisonem o patent na gramofon. Zwycięstwo i własny patent pozwoliły mu uruchomić seryjną produkcję gramofonów. W tym czasie Ernst Eisemann był najpoważniejszym biznesmenem w tej branży. Faktem jest, ze inne obszary jego działalności odnosiły w tym czasie większe sukcesy gospodarcze. Przełomem w jego działalności było skonstruowanie w 1900 roku świecy zapłonowej i iskrownika do silników spalinowych, co było przełomowym rozwiązaniem w technice motoryzacyjnej. W 1907 roku Ernst Eisemann otworzył fabrykę prądnic i iskrowników Eisemann Magneto w Nowym Yorku. W 1911 roku opracował i rozpoczął w Stuttgarcie produkcję pierwszej dużej prądnicy prądu przemiennego zsynchronizowanej mechanicznie i elektrycznie z silnikiem spalinowym.
Pierwsza wojna światowa oraz późniejszy kryzys były trudnym okresem dla firm Eisemann w Niemczech, jak i w USA. Konsekwencją zawieruchy wojennej była także utrata kontaktów biznesowych z większością międzynarodowych partnerów. We wczesnych latach dwudziestych Eisemann zaprojektował elektrycznie zasilaną maszynkę do strzyżenia, o nazwie handlowej FORFEX. Urządzenia oparte na tym patencie po czasy współczesne możemy spotkać w salonach fryzjerskich. W obliczu rujnującego gospodarkę kryzysu gospodarczego Ernst Eisemann nawiązał kontakt biznesowy ze swym konkurentem Robertem Boschem. Od tej pory konkurujące ze sobą firmy Eisemann i BOSCH zaczęły współpracować na coraz większych obszarach gospodarki. W roku 1924 doszło do fuzji Eisemann Werke i Robert Bosch.
Ernst Eisemann wyznaczył standardy w produkcji agregatów prądotwórczych, latarek dla strażaków, oświetlenia i klaksonów rozwijającego się przemysłu motoryzacyjnego. Obecnie agregaty prądotwórcze Eisemann oraz specjalistyczne latarki dla służb ratowniczych i wojska produkowane są w Metallwarenfabrik Gemmingen GmbH.
Źródła informacji:
1. The German Machines.
2. ROBERT BOSCH History.
3. Bosch History Magazine 2003.
4. www.noedison.com
5. Deutsches Museum (maszyny silniki).
6. http://www.eisemann.com.pl (zakładka: o firmie).